# Marigot (kommun)
Marigot är en kommun i Haiti.   Den ligger i departementet Sud-Est, i den södra delen av landet, 27 km söder om huvudstaden Port-au-Prince.